# Bahnhof Tel Aviv Darom

Der Bahnhof Tel Aviv Darom (d. h. Süd; hebräisch תַּחֲנַת הָרַכֶּבֶת תֵּל אָבִיב דָּרוֹם Tachanat ha-Rakkevet Tel Avīv Darōm) ist ein Kopfbahnhof im Süden Tel Aviv-Jaffas. Er diente zwischen 1970 und 1993 dem Reisezugverkehr und ist seither ein Betriebsbahnhof der Bahngesellschaft Rakkevet Israel (RI).
Er ersetzte den 1917 eröffneten Bahnhof Tel Aviv, erster Bahnhalt in der Stadt, der ab 1949 ebenfalls schon den Namenszusatz Darom führte. Wie davor sein Vorgänger diente der neue Südbahnhof von 1970 bis Betriebsschluss an Schabbat, den 29. Januar 1993, als westliche Endstation der Bahnstrecke Jaffa–Jerusalem (J&J-Linie), bevor diese zwei Tage später durchgebunden bis zum Bahnhof Tel Aviv Savidor Merkaz im Ajjalonkorridor der Hauptlinie Naharija–Beʾer Scheva in Betrieb ging.

## Lage

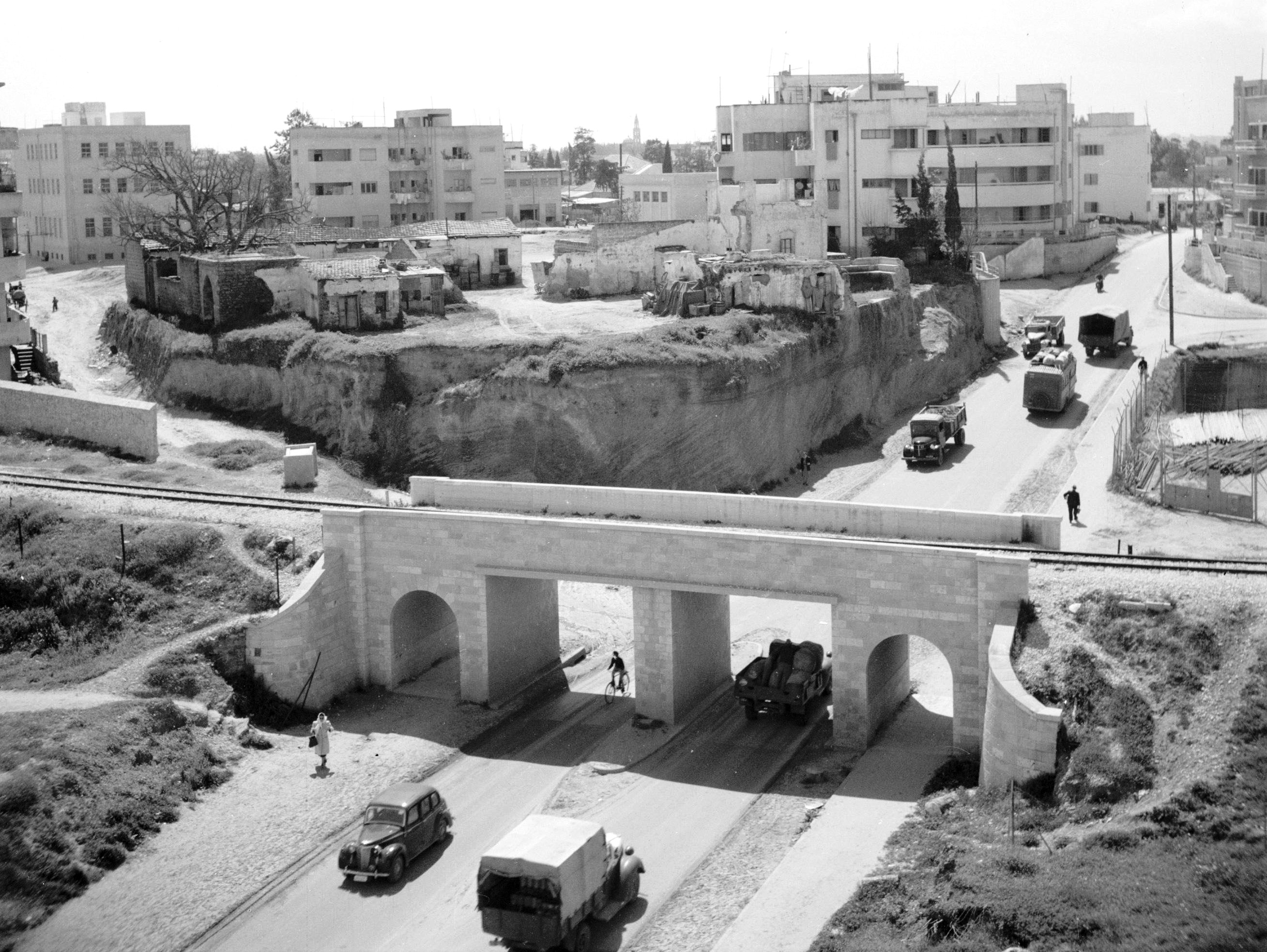
Gescher Rosch Pinnah der J&J-Linie über Tel Avivs Rechov Rosch Pinnah mit Blick zum Turm der Apostel-Petrus-Kirche in Abu Kabir, 1948

Der Bahnhof liegt im östlichsten Winkel des Viertels Rova 8 (Darom, רוֹבַע 8 דָּרוֹם) in einem gewerblich und von Verkehrsachsen geprägten Dreieck an der Stadtgrenze zum südlich benachbarten Miqwe Israel. Unmittelbar nordwestlich gegenüber befindet sich der Campus der Tel Aviver Holtz-Fachoberschule (בֵּית הַסֵּפֶר הוֹלְץ) für Luftfahrt- und Elektrotechnik.
Westlich grenzt jenseits der Bahnstrecke Tel Aviv–Pleschet der Tel Aviver Ortsteil Qirjat Schalom an, östlich jenseits des Ajjalonkorridors (RI-Hauptlinie, Haupt-Landesstraße  und Ajjalon) im Rova 9 (Drom-Mizrach, רוֹבַע 9 דְרוֹם מַעֲרָב) die Schchunat ʿEzra. In dieser Randlage, außerhalb üblicherweise fußläufiger Distanzen, abseits vom alten Zentralen Omnibusbahnhof der Stadt (ZOB) am Rechov ha-Scharon Ecke Rechov ha-Schomron, fern des Kerngebiets Tel Avivs und kaum erschlossen durch öffentlichen Nahverkehr, war der neue Südbahnhof von Beginn an fehlplaciert, wie sein Architekt schon in der Planungsphase 1960 anmerkte.
Gelegen am Fernstraßenknoten Mechlaf Qibbutz Galujjot, wo an der Kreuzung der innerstädtischen Hauptstraßen Derech Qibbutz Galujjot (Kvisch ) und Derech Chejl ha-Schirjon (Kvisch ) Anschluss besteht zu den Autobahnen Kvisch  von Osten sowie der Ajjalon-Schnellstraße (Kvisch ) von Süden und Norden ist der Bahnhof einzig für den Individualverkehr vor allem von auswärts gut zu erreichen. Kurze Wege zum Bahnhof bestanden auf Grund seiner Randlage zu den südlich angrenzenden Nachbarorten Cholon und Miqwe Israel.

## Geschichte

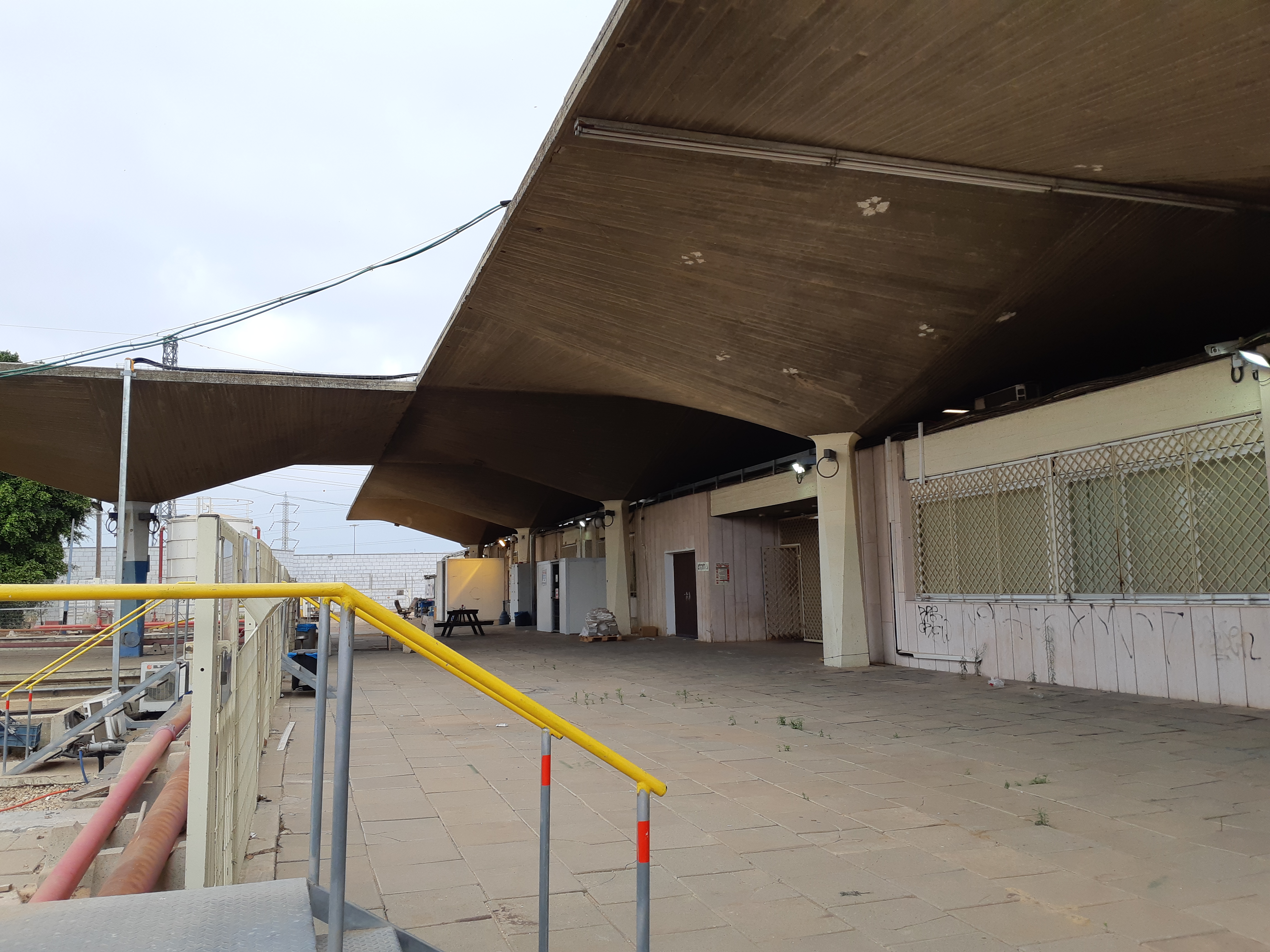
Gedeckter Übergang vom Empfangsgebäude zum zentralen Bahnsteig, 2020

Bevor der neue Südbahnhof 1970 seinen Vorgänger ersetzte, behinderten in den Straßen der geschäftigsten Viertel Tel Avivs Personen- und Güterzüge den niveaugleich verlaufenden Straßenverkehr, einmal abgesehen von der einzigen Bahnbrücke im Stadtkern, dem Gescher Rosch Pinnah (גֶּשֶׁר רֹאשׁ פִּנָּה) über den Rechov Rosch Pinnah (רְחוֹב רֹאשׁ פִּנָּה), eine Hauptstraße im Ortsteil Naweh Schaʾanan mit Fortsetzung als Rechov La Guardia in der Region Mizrach Tel Aviv östlich des Ajjalons.
In einer Zeit des explodierenden Individual- und Frachtverkehrs auf der Straße und ausbleibender Investitionen zur Trennung von Bahn- und Straßeninfrastruktur wollten viele, insbesondere die Planer der Stadt Tel Aviv im alten Bahnhof, nahe dem historischen Zentrum und mitten im quirligsten Gewerbegebiet gelegen, nur noch ein Hindernis erkennen, das zu beseitigen sei.
So blieben der mit der Wirtschaft prosperierende Bahntransport und der angesichts hoher Besteuerung der Erwerbspersonen und rigider Bezollung importierter Personenkraftwagen gebremst steigende Individualverkehr in der schnell wachsenden Metropolregion Tel Aviv auf gegebene Verkehrsflächen zurückgeworfen, die dafür nicht ausgelegt waren. Die damalige Endstation gliederte sich in die 1937 getrennten Bereiche des Güterbahnhofs westlich des Übergangs der Hauptachse des Straßenverkehrs Derech Petach Tiqwah (seit 2001 Derech Menachem Begin) und östlich davon jenen der Personenabfertigung.
Den Straßenverkehr unterbrachen werktags vielfach Bewegungen ankommender und abgehender Züge, der Rangierbetrieb zu benachbarten Gewerbebetrieben (u. a. Shell-Tanklager, Kühlhäuser, Großmärkte zur Bedienung kleinerer Gewerbetreibender), wie Trennung und Zusammenstellung von Güterzügen. Der früh geforderte Bau einer Straßenunterführung kam mangels Priorisierung und angesichts knapper Mittel nie zu Stande.
Die doppelte Erschließung der vielen in Israel neu gegründeten Orte und Gewerbegebiete durch Straße und Bahn war gewünscht, aber finanziell nicht machbar, nur neue Anlagen mit anfallender Massengutfracht wie Häfen, Raffinerien, chemische Industrie, Tagebau (Phosphat, Mineralsalze) und Kraftwerke erhielten auch eigene Gleisanschlüsse. Das Gros des Gütertransports wie des Reiseverkehrs verlief über Straßen, weshalb die Fahrgastzahlen auf der J&J-Linie nach Jerusalem und der Südbahn der Hauptlinie nach Beʾer Scheva erheblich sanken.
Entsprechend erlangte der Straßenbau Vorrang und die Bahn schien vielen nur noch hinderlich. Die Planer der Stadt Tel Aviv drängten darauf, den Endbahnhof der J&J-Linie aus dem Stadtzentrum heraus zu verlegen. Die Rakkevet Israʾel wünschte die im Norden seit 1954 am Sackbahnhof Tel Aviv Merkaz endende Küstenbahn mit der im Süden endenden J&J-Linie zu verbinden, wozu der heutige Ajjalonkorridor geschaffen werden sollte, in dem der Lückenschluss dann erst 1993 erfolgte.
Im Jahre 1960 schlug Nachum Zołotow (1926–2014), einer der originellsten und innovativsten israelischen Architekten der 1950er und 1960er Jahre, den Bau eines zentrumsnahen Hauptbahnhofs der kurzen Wege mit kombiniertem Busterminal und Hotel im aufgesetzten Büroturm vor. Ein passendes Grundstück stand gerade zum Verkauf, nahe zu Tel Avivs altem ZOB, 1942 von Werner Wittkower und Nachum Zelkind, und östlich der Derech Petach Tiqwah gelegen, wäre damit dann auch der Bahnübergang des Derech Petach Tiqwah verschwunden wäre. Auf dem Grundstück am westlichen Ajjalonufer, dem entlang sich die J&J-Linie von Süden her ohnehin dem Stadtzentrum näherte, hätte diese mit der Küstenbahn von Norden kommend verbunden werden können. Daran war die Hoffnung geknüpft, den Bahnreiseverkehr wieder zu beleben.
Wünschenswert für die Bahn, ließ sich diese Idee nicht bei Stadt- und staatlicher Infrastrukturplanung durchsetzen. Stattdessen kam die finanziell günstigste Lösung, ein neuer Endbahnhof am südlichen Stadtrand auf der platten Wiese zur Ausführung. Am Dienstag, dem 14. September 1965 verhandelten in Jerusalem Verkehrsministers Moscheh Karmel, Landwirtschaftsministers Chaim Gvati und Gemeindevorstand Miqweh Jisraels, 40 metrische Dunam Agrarfläche am nördlichen Spitz des Gemeindegebiets nach Tel Aviv umzugliedern, was die Gemeinde vehement ablehnte, und an anderer Stelle auszugleichen. Das Protokoll hält fest, dass das frei werdende bisherige Bahnareal am Beit Hadar als erweiterten Straßenraum, Parkplatz und für einen großen Taxistand zu nutzen. Wie zum Hohn bot die staatliche Infrastrukturgesellschaft Zołotow an, den neuen Südbahnhof zu bauen. Er reagierte professionell und nahm an, und kommentierte 2012 ironisch, er hätte auch auf dem Mond gebaut, wenn der Auftraggeber das gewünscht hätte.
Die Bahngesellschaft Rakkevet Jisrael legte 1970 knapp zweieinhalb Kilometer Bahnstrecke am westlichen Ende der J&J-Linie still und verlegte den Südbahnhof im Streckenverlauf nach Südosten. Am 24. November 1970 wurden im Südbahnhof in einer kleinen Feier die Mesusot angebracht.
Den neuen Bahnhof Tel Aviv Darom weihte Verkehrsminister Schimʿon Peres am 26. November 1970 feierlich ein in Gegenwart seines Vizes Gad Jaʿakobi, Ramon Har'els (Generaldirektor im Verkehrsministeriums), Jehoschua Rabinowitz' (Tel Avivs Bürgermeister) und Avraham Zwicks (RI-Direktor) sowie einer Menge Reisender wie Schaulustiger. Am Bahnhof prangten Banner, die ihn zum Tor zur Hauptstadt, zum Negev und zur ʿAravah, letzteres noch heute ein Desideratum, ausriefen.
Bürgermeister Rabinowitz bemerkte, „dass der neue Bahnhof eine der schwerwiegendsten Verkehrsstörungen in Tel Aviv beseitigt, wo die Derech Petach Tiqwah dutzende Male am Tag blockiert wurde.“ Der neue periphere Südbahnhof war aus dem Zentrum und vom alten ZOB fußläufig nicht zu erreichen und an den öffentlichen Nahverkehr schlecht angebunden. Viele Buslinien begannen und endeten am ZOB, so dass Reisende aus vielen Richtungen, wie vom nördlichen Bahnhof Tel Aviv Merkaz, per Bus zunächst zum ZOB fuhren, wo sie zum Südbahnhof in eine andere Buslinie umsteigen mussten. Reisende, die von Bahn auf Fernbus am ZOB und umgekehrt wechseln wollten, nahmen auf die Distanz von die 2,3 Kilometern oft das Taxi.
Der Abbau der alten Bahnanlagen begann gleich nach ihrer Stilllegung. Während Reste des Personenbereichs auf Höhe des Rechov ha-Rakkevet Nr. 28 noch bis Ende der 1970er Jahre zu sehen waren, wurden die Bahnhofsgebäude von 1937 schnell abgerissen. Erhalten blieb nur das Zollgebäude von 1937, das nach Israels Unabhängigkeit 1948, nach der kein grenzüberschreitender Zugverkehr mehr bestand, von der Zollverwaltung langfristig vermietet worden war. Der Bestandsschutz des Mietvertrags sparte das Zollgebäude, anders als alle übrigen Bahngebäude des ersten Bahnhofs Tel Avivs vom Abriss aus.

## Bahnhof und Verbindungen

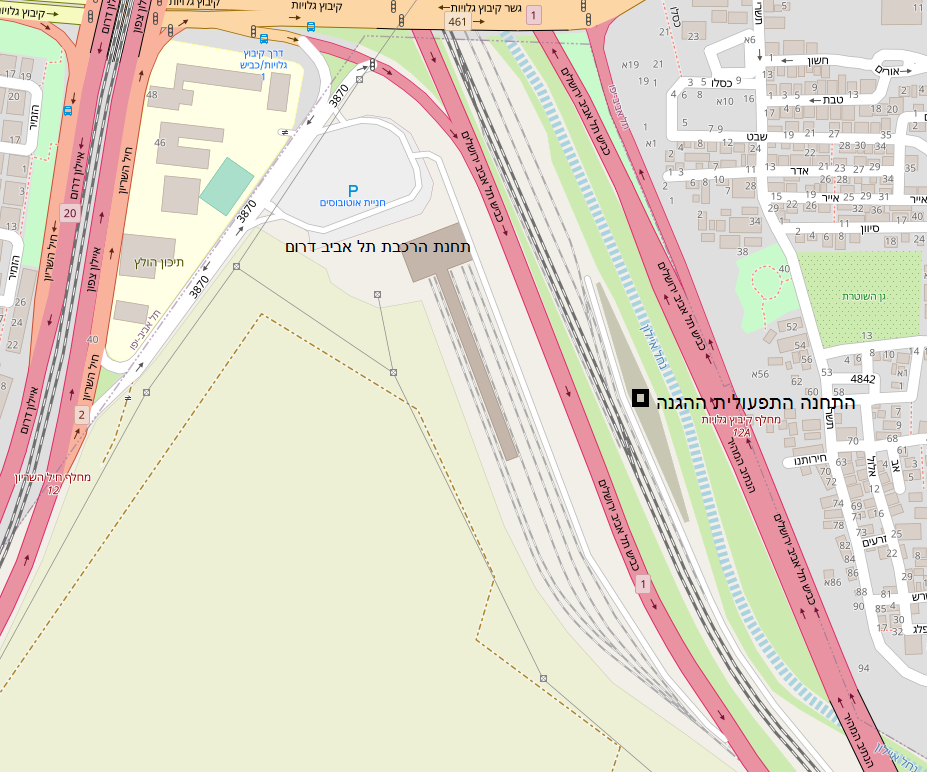
Stadtplan 2020: Südbahnhof (Hammerform) zwischen Bahnstrecke Tel Aviv–Pleschet (li.) und J&J-Linie (re.), darin elliptisch Abstellgleise zur Zugbereitstellung

Der neue Bahnhof entstand nach Plänen Nachum Zołotows, ausgeführt von 1968 bis 1970 durch die Baufirmen Solel Boneh und Aschtrom. Zołotow wählte ein klare und simple Formensprache, um den Reisenden Ankunft und Abreise bequem zu gestalten und die Annehmlichkeiten zu bieten, die das Publikum erwartet. Das Empfangsgebäude steht quer zu den Bahnsteigen und trennt diese vom Vorplatz.
Die Reisenden empfing im Bahnhof eine Wandelhalle, mit Geschäften, einem Café und Dienstleistungen, auf dem Vorplatz fanden sich reichlich Parkgelegenheiten, der jetzt als Abstellplatz für Reisebusse dient. An den Längsseiten des Baus spenden breite Vordächer Schatten bzw. schützen vor Regen, die Ladenlokale öffnen sich auch zu den überdachten Längsseiten. Zołotow hielt alles in bescheidenem Rahmen, da der Bahnbetrieb in den 1970er Jahren nur noch ein Schatten seiner Bedeutung der Mandatszeit war. Tel Aviv Darom sei keine große Architektur, wie der Architekt in einem Interview 2012 seinen Bau selber einschätzte.

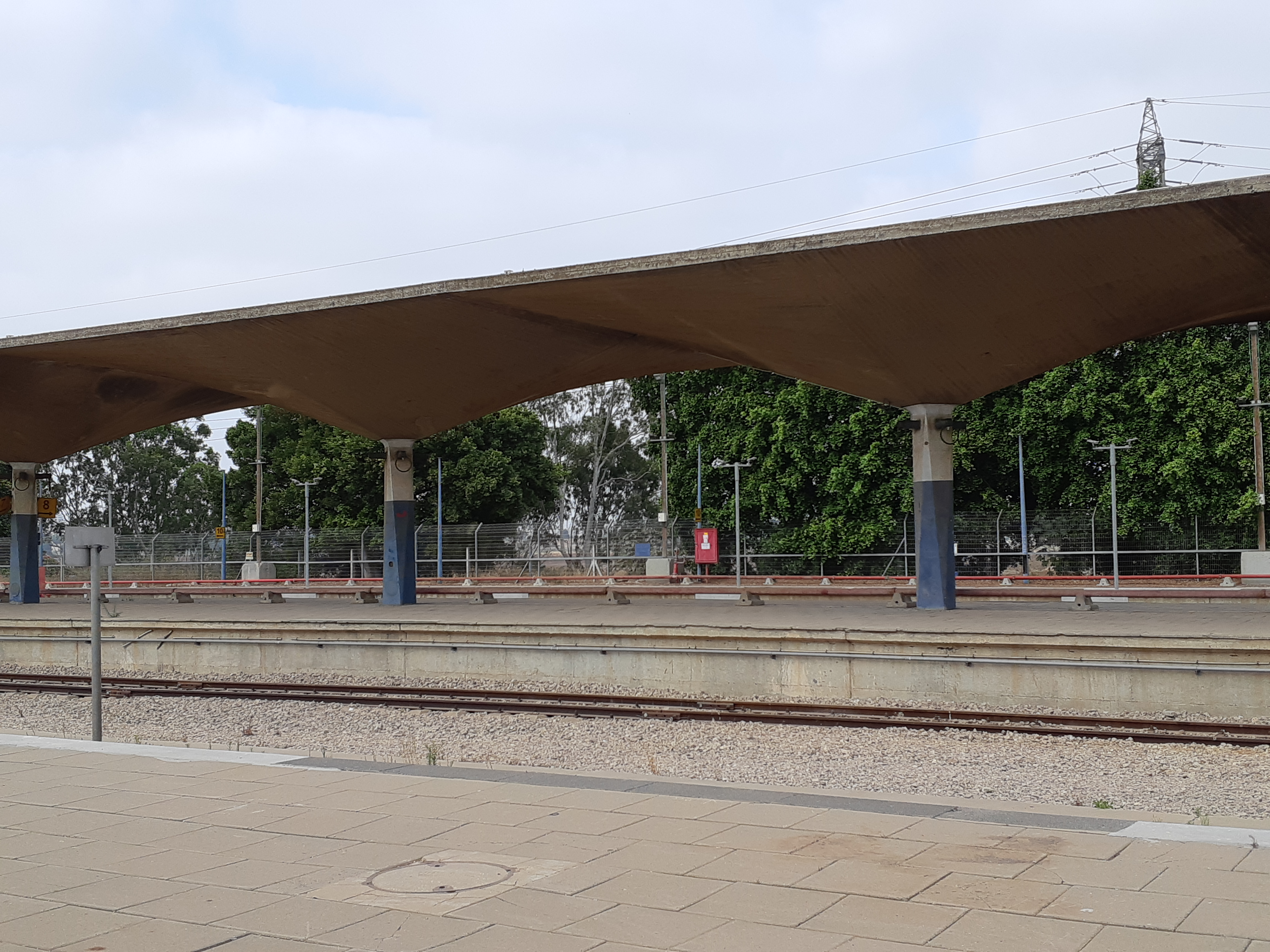
Betonständer tragen die pyramidenförmige Unterkonstruktion des Bahnsteigdaches, 2020

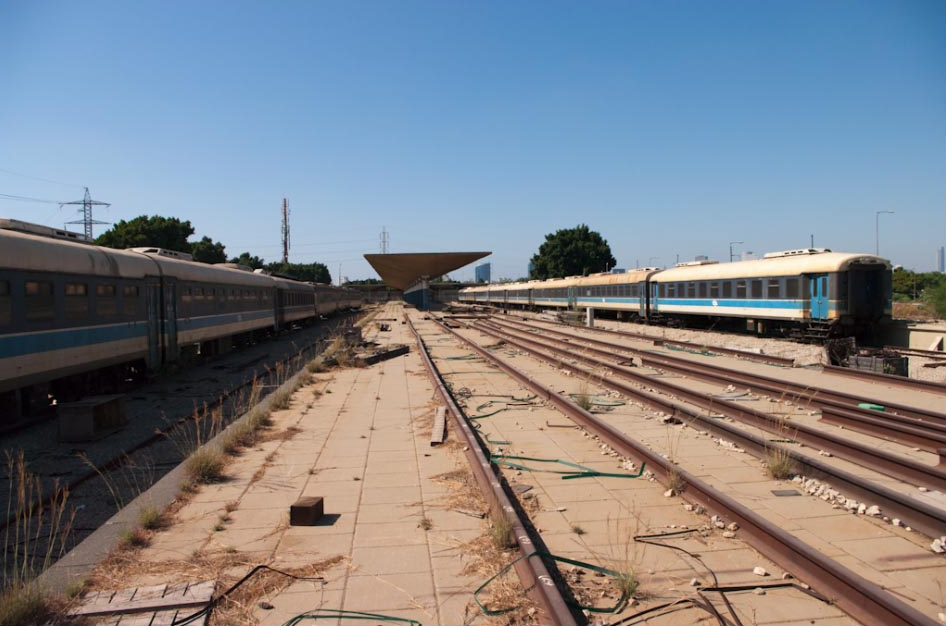
Blick von Südost entlang den Gleisen und Bahnsteigen, 2009

Von eigenem Design ist Zołotows Dachkonstruktion des Bahnsteigs, die sich in Segmente quadratischen Grundrisses gliedert, ein jedes von einer mittigen Stelze getragen, in deren Inneren der Regen abläuft. Spielerisch leicht wirken die Stelzen quadratischen Grundrisses, die von der Basis ausgehend um 45° verdrillt viereckig an die pyramidenförmige Unterkonstruktion des Daches ansetzen, wobei sich die Außenflächen der Stelzen als lange spitze Dreiecke darstellen. Sie setzen mit den kurzen Seiten an die Basis unten bzw. die Pyramidenkonstruktion oben an und schließen mit den Langseiten jeweils an die um 45° versetzt liegenden Pendants der vom jeweils anderen Ende der Stelze ausgehenden Dreiecke an. Abdrücke der Schalhölzer im Beton geben jeder Stelze ihr eigenes Profil. Die schlanken Säulen lassen maximalen Raum für die Begängnis durch Ein- und Aussteigende. Diese Bauweise dosiert das einstrahlende Sonnenlicht auf dem Mittelbahnsteig und um das Empfangsgebäude.
Der Bahnhof umfasst sechs Gleise, vier für den Reiseverkehr in der Mitte und zwei zur Bereitstellung von Zügen an den Rändern. Die vier mittigen Gleise sind außen über offene Seitenbahnsteige und einen zentralen überdachten Inselbahnsteig erschlossen.
Vom Vorgänger im Stadtzentrum übernahm der Südbahnhof die Verbindung nach Lod und weiter nach Jerusalem, die seit 1891 und 1892 bestand, den 1956 eingerichteten Zugverkehr nach Beʾer Scheva und den Reisedienst nach Dimona, den die Rakkevet Israel (RI) 1967 aufgenommen hatte. Am 1. November 1972 eröffnete die RI den Personenverkehr ab Ghazza via Rechovot und Lod nach Tel Aviv Darom und Retour. Nach dem Jom Kippur (6. Oktober 1973), an dem alles öffentliche Leben Israels ruhte und zu welcher Gelegenheit seine Feinde es im Jom-Kippur-Krieg überfielen, wurde dieser ohnehin defizitäre Personenverkehr im Rahmen neuer Sicherheitserwägungen nicht wieder aufgenommen.
„Alle Versuche sind gescheitert, Bahnhöfe aus dem Stadtzentrum weg zu verlegen und zugleich den Bahnverkehr zu beleben,“ resümierte 2012 Zołotow seine Recherchen. Die Reisenden, die Schwierigkeiten hatten zu dem abgelegenen Ort zu gelangen, stimmten mit den Füßen ab und mieden die Bahn, womit die Zahl der Fahrgäste auf den Linien nach Jerusalem und Beʾer Scheva erheblich sanken. Zu Beginn verkehrten täglich acht Zugpaare von und nach Jerusalem. Die RI stellte 1979 den Personenverkehr nach Beʾer Scheva und Dimona komplett ein und reduzierte die Verbindung nach Jerusalem auf ein Zugpaar pro Tag. Am 6. April 1986 wurde der Reisezugverkehr zwischen Tel Aviv und Jerusalem ganz eingestellt und erst am 6. März 1991 wieder aufgenommen. Je zwei Züge verließen die Endbahnhöfe und kreuzten sich in Beit Schemesch. Mit dem gleichen Fahrplanwechsel 1991 nahm die RI von Tel Aviv aus den Passagierverkehr auf der Sinai-Bahn bis Rechovot wieder auf.
Mit der Einweihung der Bahnstrecke im Ajjalonkorridor 1993 und der Neuführung des Westendes der J&J-Linie durch diesen zum Bahnhof Tel Aviv Savidor Markaz endete der Zugverkehr im Südbahnhof. Paradoxerweise wurde schon 1998 der nunmehr von Herzlia her durchgängig mögliche Betrieb nach Jerusalem ab einschließlich Ramla auf der J&J-Linie komplett eingestellt. Erst 2005 ging die J&J-Linie nach Sanierung des Streckenabschnitts wieder durchgehend in Betrieb, nunmehr aber auch am östlichen Ende verkürzt, da der neue Kopfbahnhof Jerusalem-Malcha aus dem Zentrum weg in den westlichen Vorort Malcha verlegt worden war. Der im Ajjalonkorridor am 22. Juni 2002 eröffnete Bahnhof Tel Aviv ha-Hagannah dient heute als nächstgelegener Bahnhof im südlichen Tel Aviv.

## Nutzung als Betriebsbahnhof
Seit der Einstellung des Zugverkehrs am Südbahnhof dient er der Rakkevet Israel (RI) als Betriebsbahnhof. Organisatorisch ist er heute Teil des Betriebsbahnhofs Tel Aviv ha-Hagannah (מִתְחַם תִּפְעוּלִי ת"א הַהֲגַנָּה Mitcham Tifʿūlī Tel Aviv ha-Hagannah, deutsch ‚Betriebsanlage Tel Aviv ha-Hagannah‘) der RI-Abteilung für Zugverkehr (חֲטִיבַת נַיָּיד Chaṭīvat Najjad, deutsch ‚Abteilung Mobiles‘), der außer dem Südbahnhof auch Abstellgleise für die Zugbereitstellung in einer Anlage in Mittellage der J&J-Linie etwas östlich des Südbahnhofs einschließt. Im Bereich des Südbahnhofs lagern Bahnausrüstungen und in einem getrennten Bereich werden Waggons und Triebwagen mit Beschriftungen wie auch Reklame beklebt.

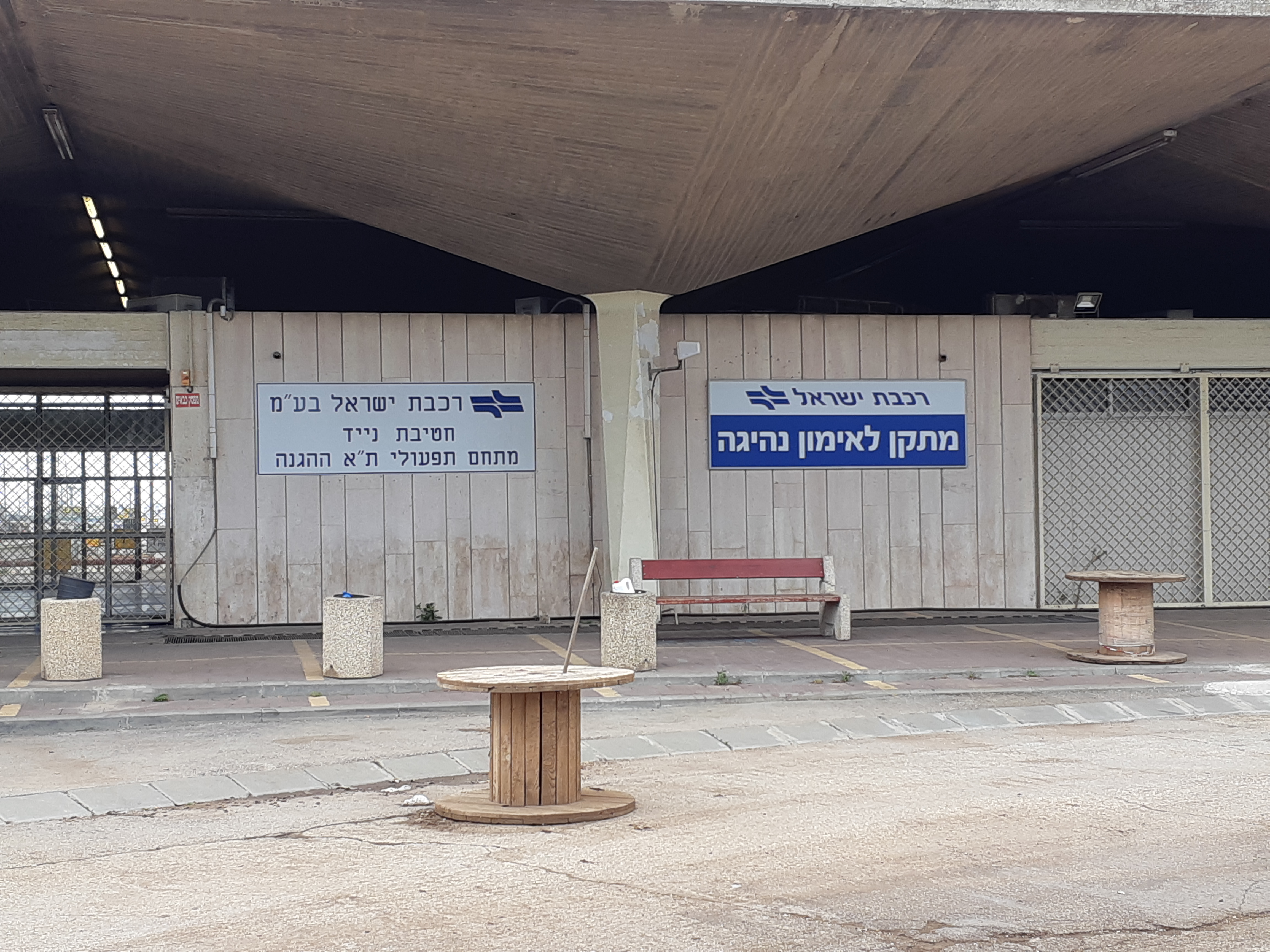
Südbahnhof mit Namenstafeln des Betriebsbahnhofs und der Lokführerschule, 2020

Im ehemaligen Südbahnhof betreibt die RI eine Schule für Bahnberufe (בֵּית הַסֵּפֶר לְמִקְצוֹעוֹת הָרַכֶּבֶת) sowie eine Lehrstätte für Lokführer (מִתְקַן לְאִמּוּן נְהִיגָה Mitqan lə-ʾImmūn Nəhīgah, deutsch ‚Zugführausbildungsstätte‘, Plene: מתקן לאימון נהיגה). Die Zukunft des Südbahnhofs ist unklar, bei Umnutzung oder Abriss werden die Ausbildungseinrichtungen in einen Neubau umziehen. Die Halle und die schattigen Außenbereichen eignen sich vielleicht für offene Märkte verschiedener Art.